# Olafur Eliasson

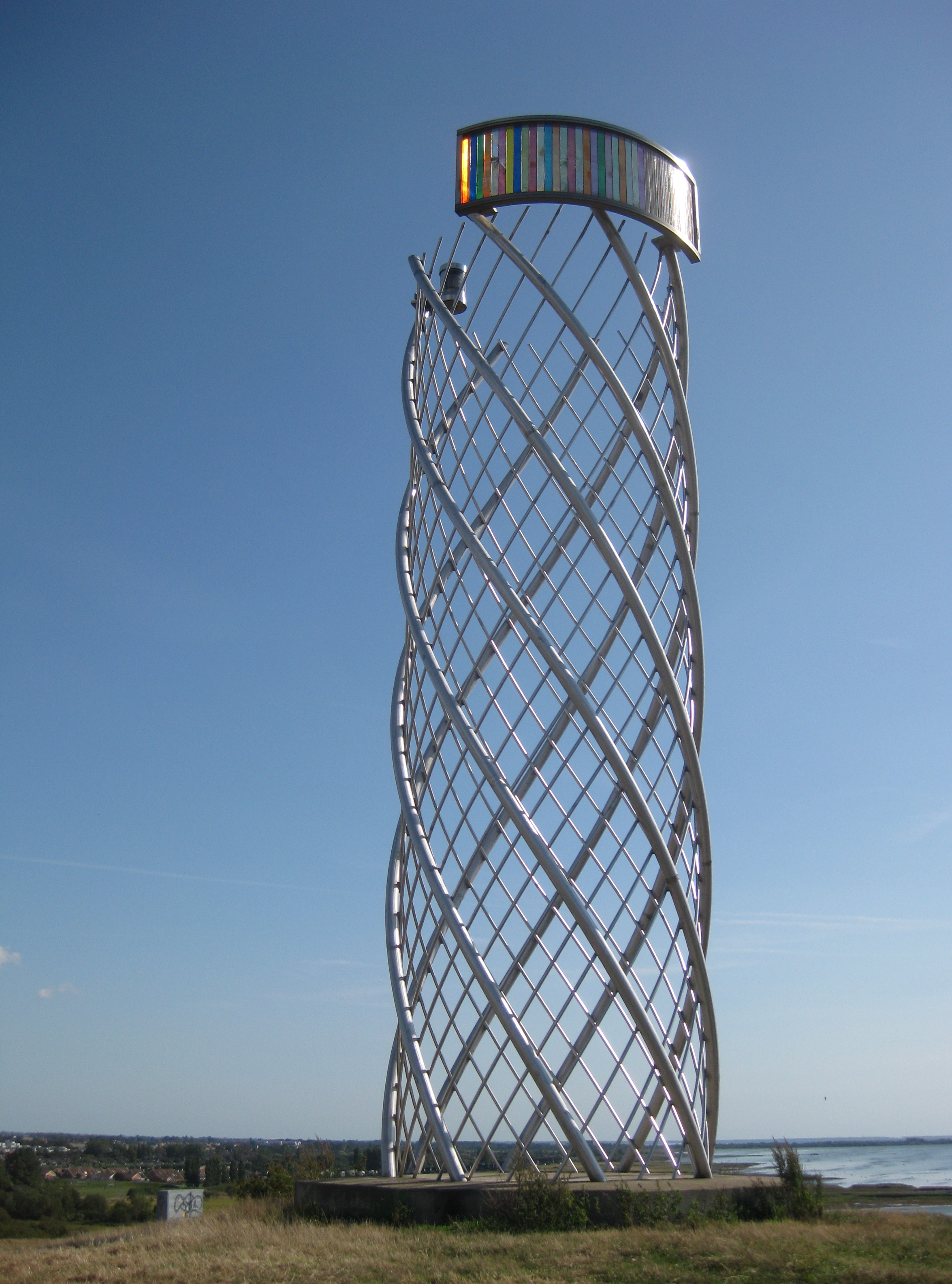
The movement meter for Lernacken - The Tower (2000) på Lernacken i Malmö.

Olafur Eliasson, född 5 februari 1967 i Köpenhamn, är en dansk installationskonstnär och skulptör.
Olafur Eliasson är son till kocken Elias Hjorleifsson och sömmerskan Ingibjorg Olafsdottir, som flyttade från Island till Danmark 1966; han växte upp i Köpenhamn, och tillbringade somrarna på Island. Han utbildade sig på Det Kongelige Danske Kunstakademi i Köpenhamn. Han representerade Danmark på Venedigbiennalen 2003 och har ställt ut på bland annat Tate Modern i London, Guggenheimmuseet i New York, Lunds konsthall och Malmö konsthall.
I sin konst använder han sig främst av ljuseffekter. I The Weather Project på Tate Modern 2003 använde han museets turbinhall för att göra en artificiell solnedgång. I Beauty skapas konstverket enbart av vatten och ljus.
Olafur Eliasson bodde och arbetade mellan 1995 och 2008 i Berlin. Sedan 2008 bor han med sin familj i Köpenhamn, men har Studio Olafur Eliasson i Berlin. Han har också en ateljé i Köpenhamn i en av Jens Ferdinand Willumsen ritad villa från 1908, vilken tidigare var Willumsens hem. Han fick Kronprinsparrets Kulturpris 2006.
Han är gift med konsthistorikern Marianne Krogh Jensen.

## Offentliga verk i urval
- The movement meter for Lernacken - The Tower, rostfritt stål och glas, 2000, södra sidan av Öresundsbrons brofäste på  Lernacken, Limhamn i Malmö
- The movement meter for Lernacken - The Pavillon, galvaniserat stål, prismor av färgat glas, stålspeglar, 2000, norra sidan av Öresundsbrons brofäste på Lernacken, Limhamn i Malmö
- Sun reflector, rostfria plåtar på yttertaket som ger solkatter på golvet på den inglasade innergatan på AlbaNova Universitetscentrum i Stockholm, 2001
- Your Rainbow Panorama, cirkelformat inglasat promenaddäck, 2011, taket till ARoS Aarhus Kunstmuseum i Århus
- Konserthuset Harpa i Reykavik, 2011 (tillsammans med arkitekten Henning Larsen)
- Cirkelbroen, Christianshavn, Köpenhamn, 2015
- Your Star, strålande stjärna upphängd i ballong över Mälaren, installation i samband med Nobelprisutdelningen i Stockholm i december 2015
- Kirk Kapitals huvudkontor, byggprojekt i Vejles hamn, med planerat färdigställande 2017

- Eliasson är representerad vid bland annat Göteborgs konstmuseum[3].

## Utmärkelser
- Eckersbergmedaljen,  2004[4]
- Prins Eugen-medaljen,  2005
- Premi Joan Miró,  2007[5]
- Fritz Winter-priset,  2008[6]
- Grenseløs kommunikasjon,  2010
- Thorvaldsenmedaljen,  2013
- Eugene McDermott Award in the Arts at MIT,  2014[7]
- Årets hedershantverkare,  2014[8]
- Wolfpriset i konst,  2014
- LennonOno Grant for Peace,  2016
- Crystal Award,  2016[9]
- Statens Kunstfonds hedersutmärkelse,  2025[10]
- Frederick Kiesler-priset
- Goslarer Kaiserring
- Officer av Arts et Lettres-orden

[Redigera Wikidata]

## Fotogalleri

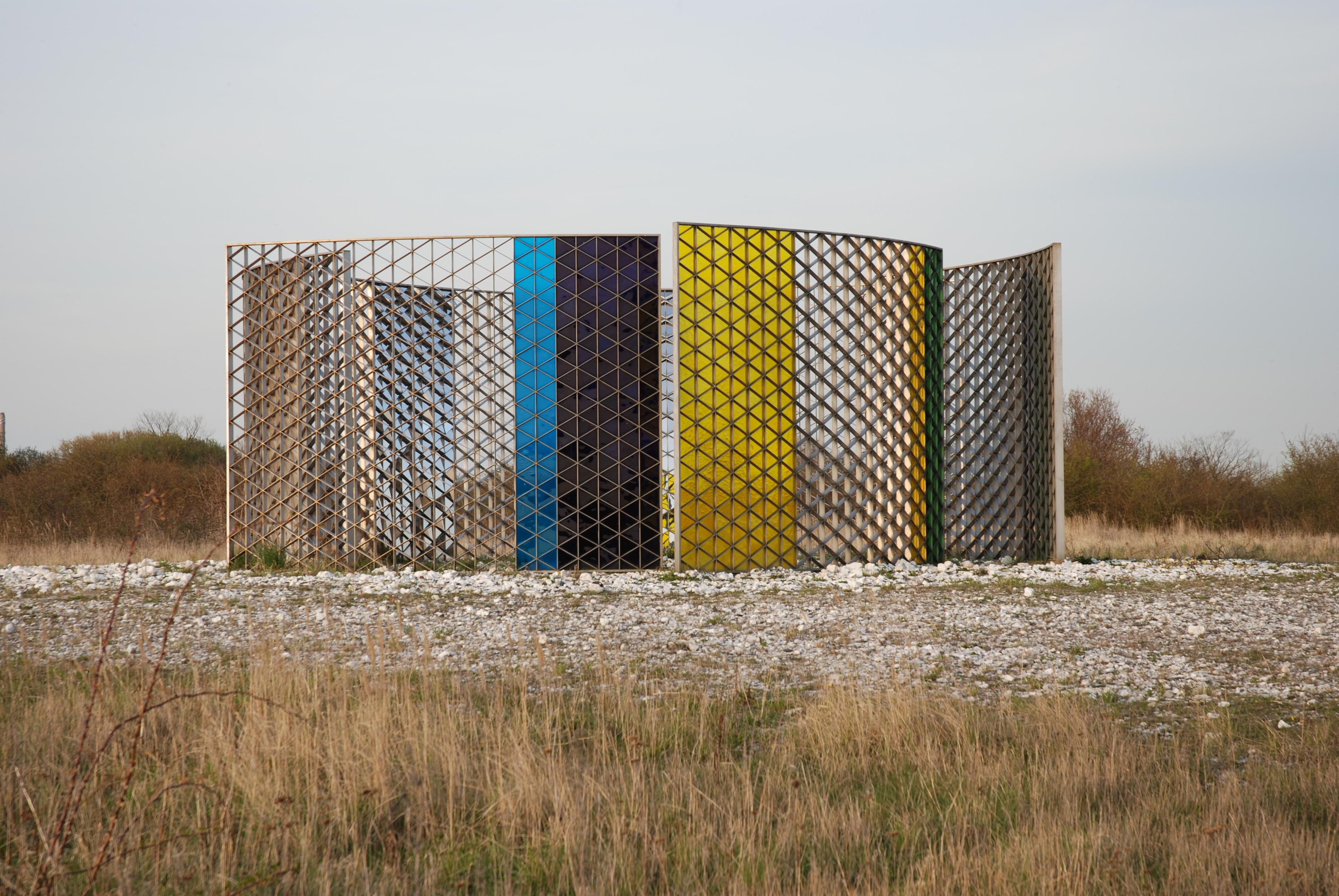
The movement meter for Lernacken - The Pavillon (2000) på Lernacken i Malmö
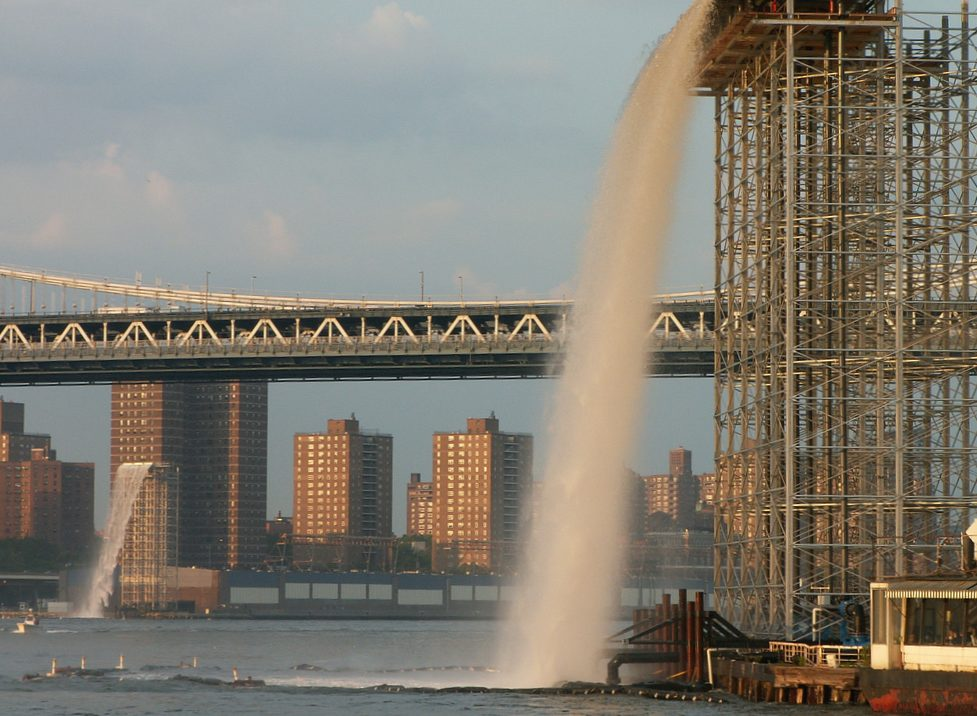
New York City Waterfalls, vattenfall från Brooklyn Bridge i New York, 2008. I bakgrunden Manhattan Bridge
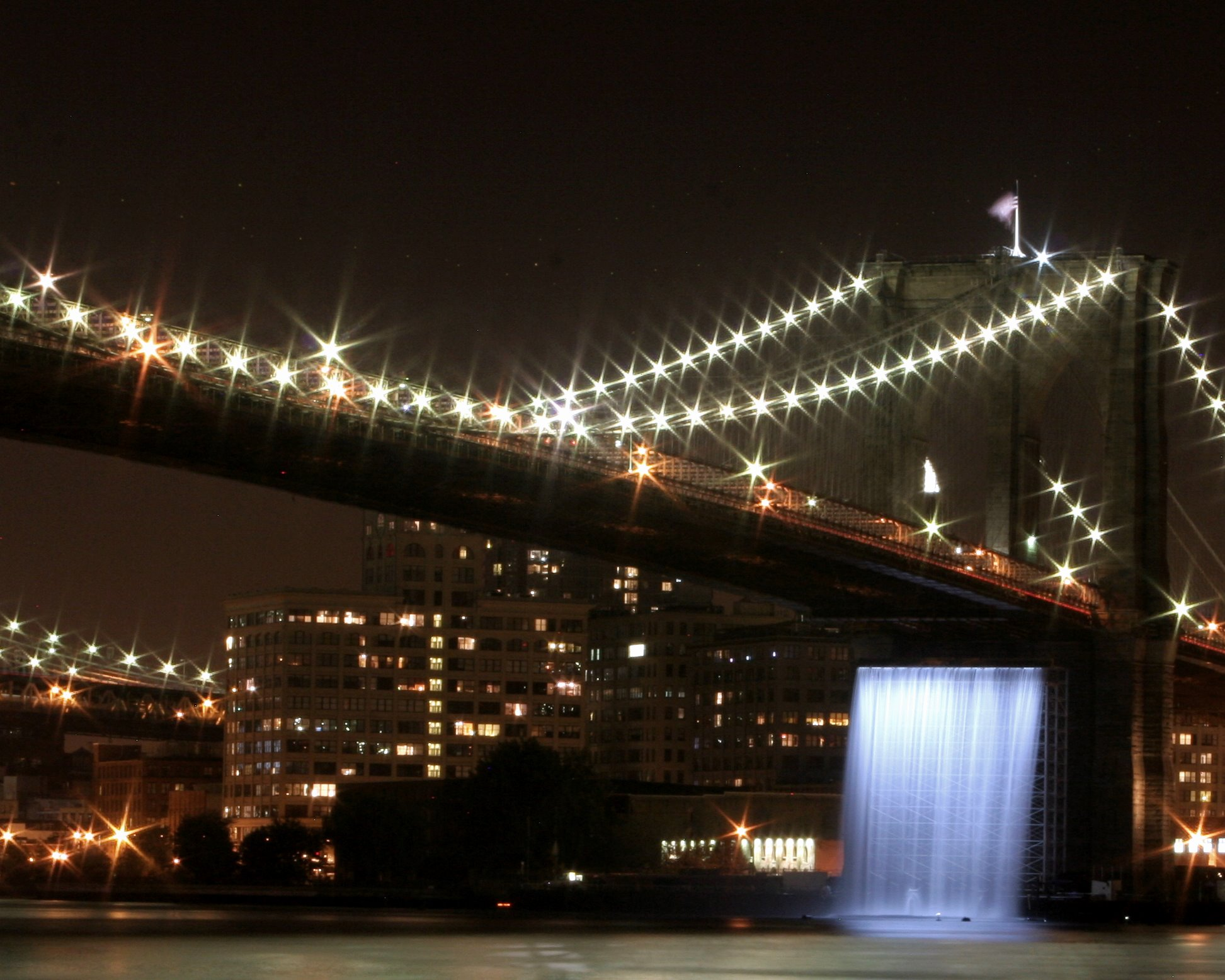
New York City Waterfalls, vattenfall från Brooklyn Bridge i New York, 2008
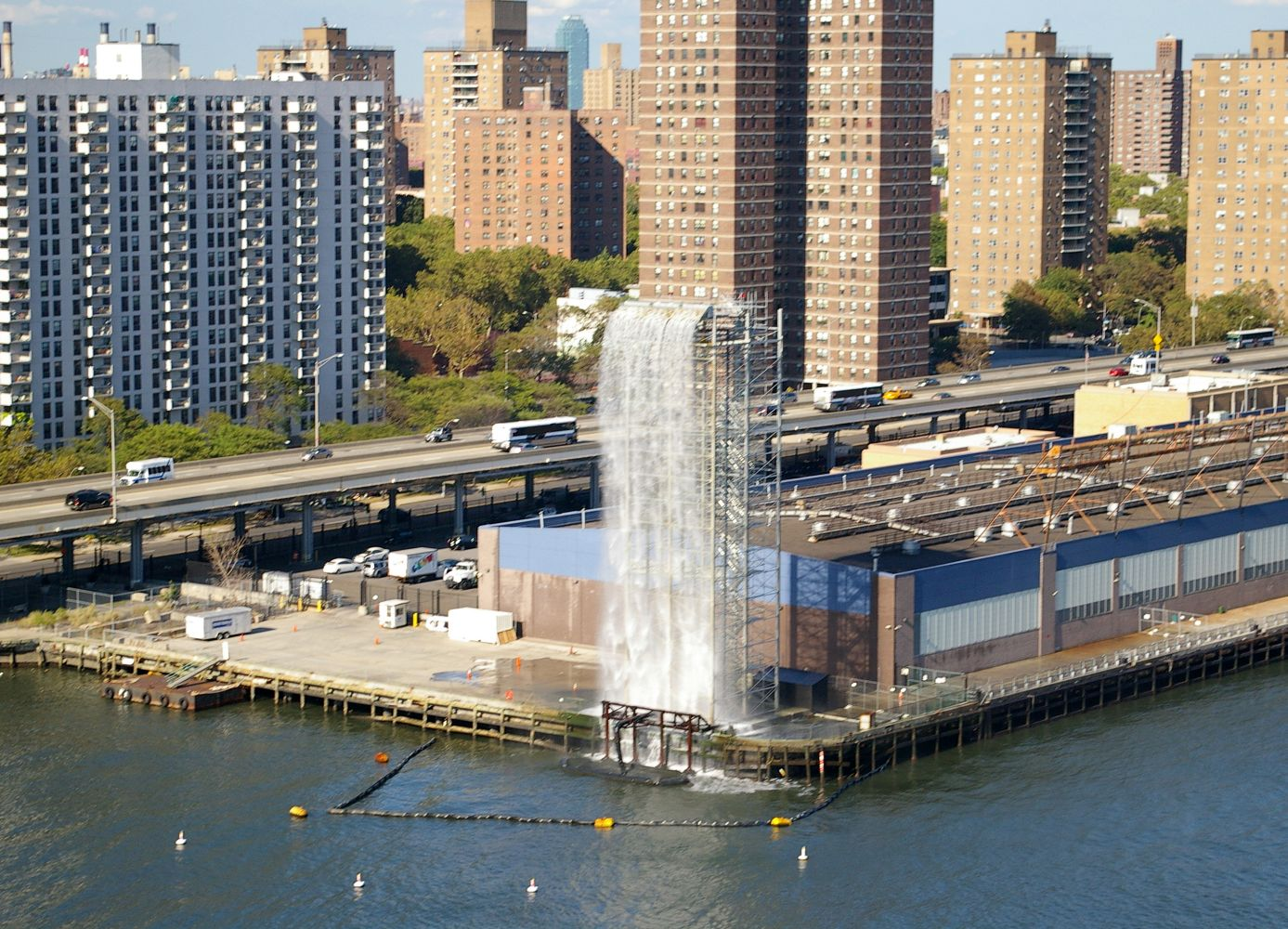
New York City Waterfalls, vattenfall från Pier 35, 2008
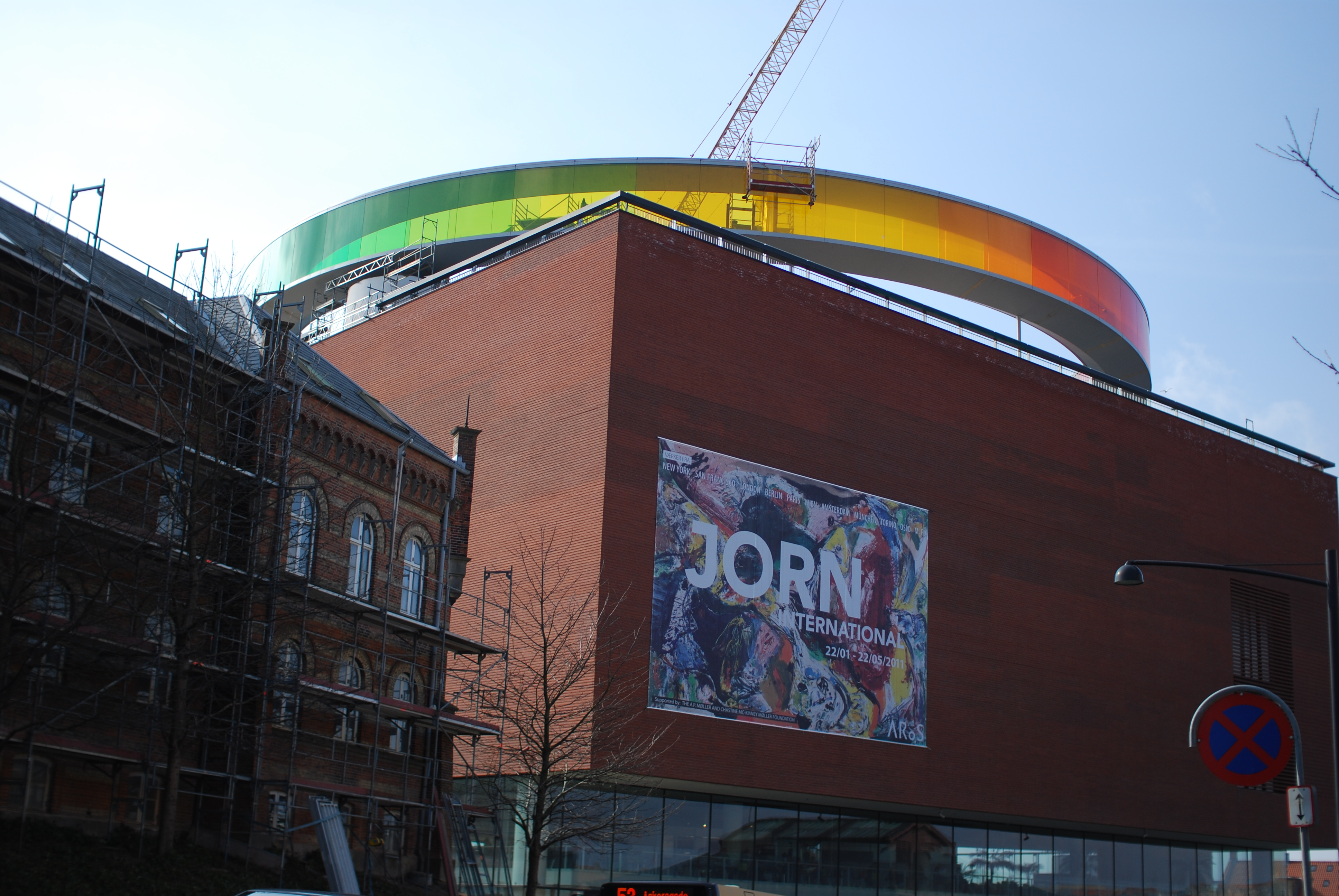
Your rainbow panorama i Århus, 2011
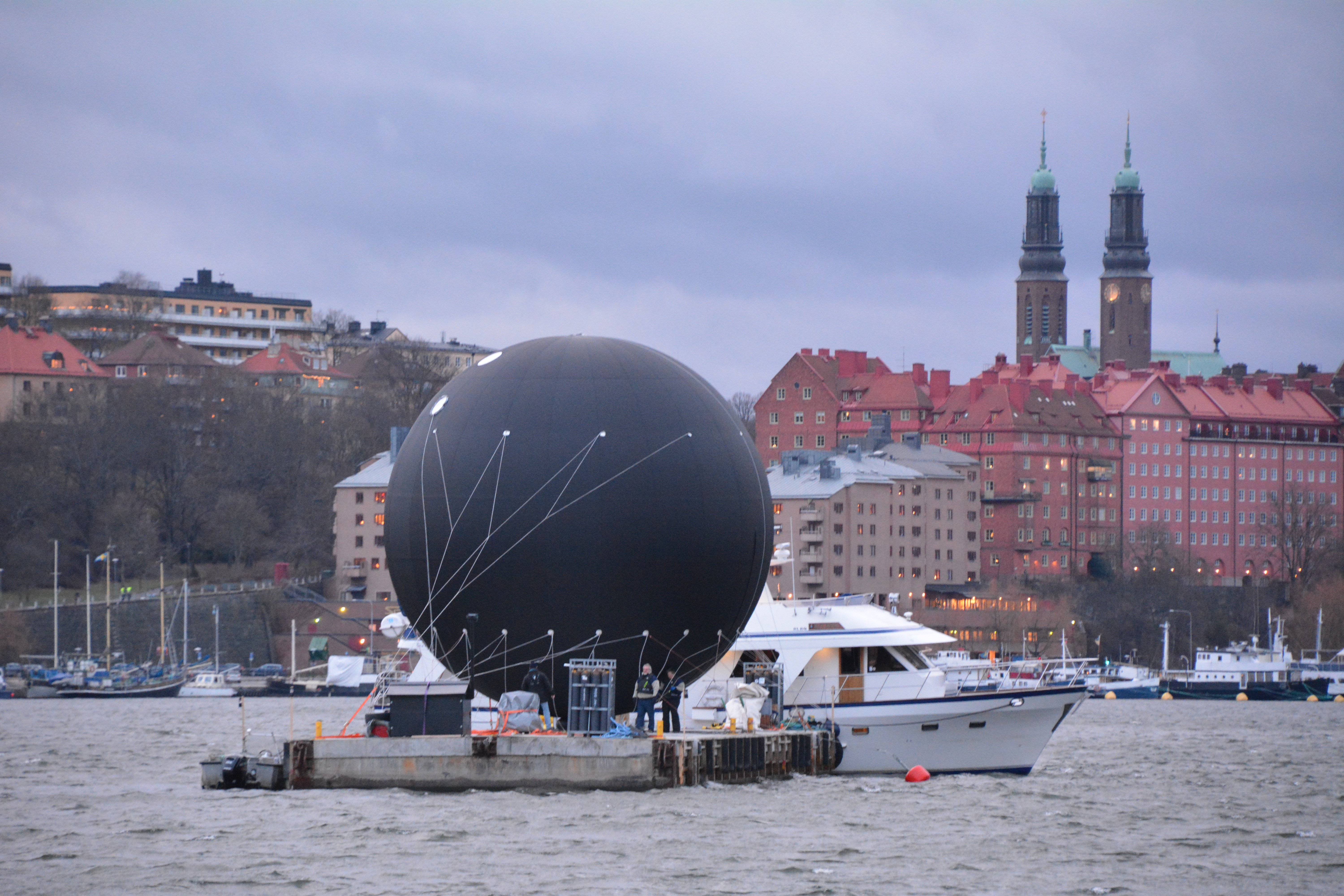
Installationen Your Star  i Stockholm förbereds, 2015